# Will Rogers Memorial Center
Das Will Rogers Memorial Center, abgekürzt WRMC, ist ein 48 Hektar großer Veranstaltungskomplex in Fort Worth (Texas). Er ist nach dem Komiker und Schriftsteller Will Rogers benannt.

## Beschreibung
Das Will Rogers Memorial Center wurde 1936 nach Plänen des Architekten Wyatt C. Hedrick im Stil des Art déco errichtet. Im selben Jahr gab der Zeitungsverleger Amon G. Carter bei der Bildhauerin Electra Waggoner Biggs die Skulptur Riding into the Sunset in Auftrag. Das Kunstwerk zeigt Will Rogers und sein Pferd Soapsuds und steht seit 1947 vor dem Will Rogers Memorial Center. Seit dem 22. März 2016 steht der Komplex unter Denkmalschutz und ist im National Register of Historic Places registriert.
Auf dem Gelände gibt es folgende Veranstaltungsorte:
- Will Rogers Coliseum (5652 Sitze)
- Will Rogers Auditorium (2856 Sitze)
- Will Rogers Equestrian Center
- Amon G. Carter Jr. Exhibits Hall
- James L. & Eunice West Arena
- John Justin Arena
- W. R. Watt Arena

Im Will Rogers Memorial Center finden verschiedene Reitveranstaltungen und Viehaustellungen statt. Hierzu gehören die Snaffle Bit Futurity der National Reined Cow Horse Association, die Weltmeisterschaften für Paint Horses und jährlich drei Hauptveranstaltungen der National Cutting Horse Association. Zeitweise fanden hier die Spiele des Eishockeyteams Fort Worth Texans statt und von 1995 bis 2004 wurden hier Wettbewerbe im Bullenreiten der Professional Bull Riders ausgetragen.
Lange Zeit war das Will Rogers Memorial Coliseum Austragungsort der jährlichen Fort Worth Stock Show & Rodeo. Diese Veranstaltung findet inzwischen in der benachbarten Dickies Arena statt, die 2019 eröffnet wurde. Dort finden inzwischen auch größere Konzerte und Basketballspiele statt. Ein Schwerpunkt des Will Rogers Memorial Centers liegt seither vor allem  bei Reitveranstaltungen. Die Veranstaltungen im Will Rogers Memorial Center verzeichnen jährlich rund zwei Millionen Besucher.

## Galerie

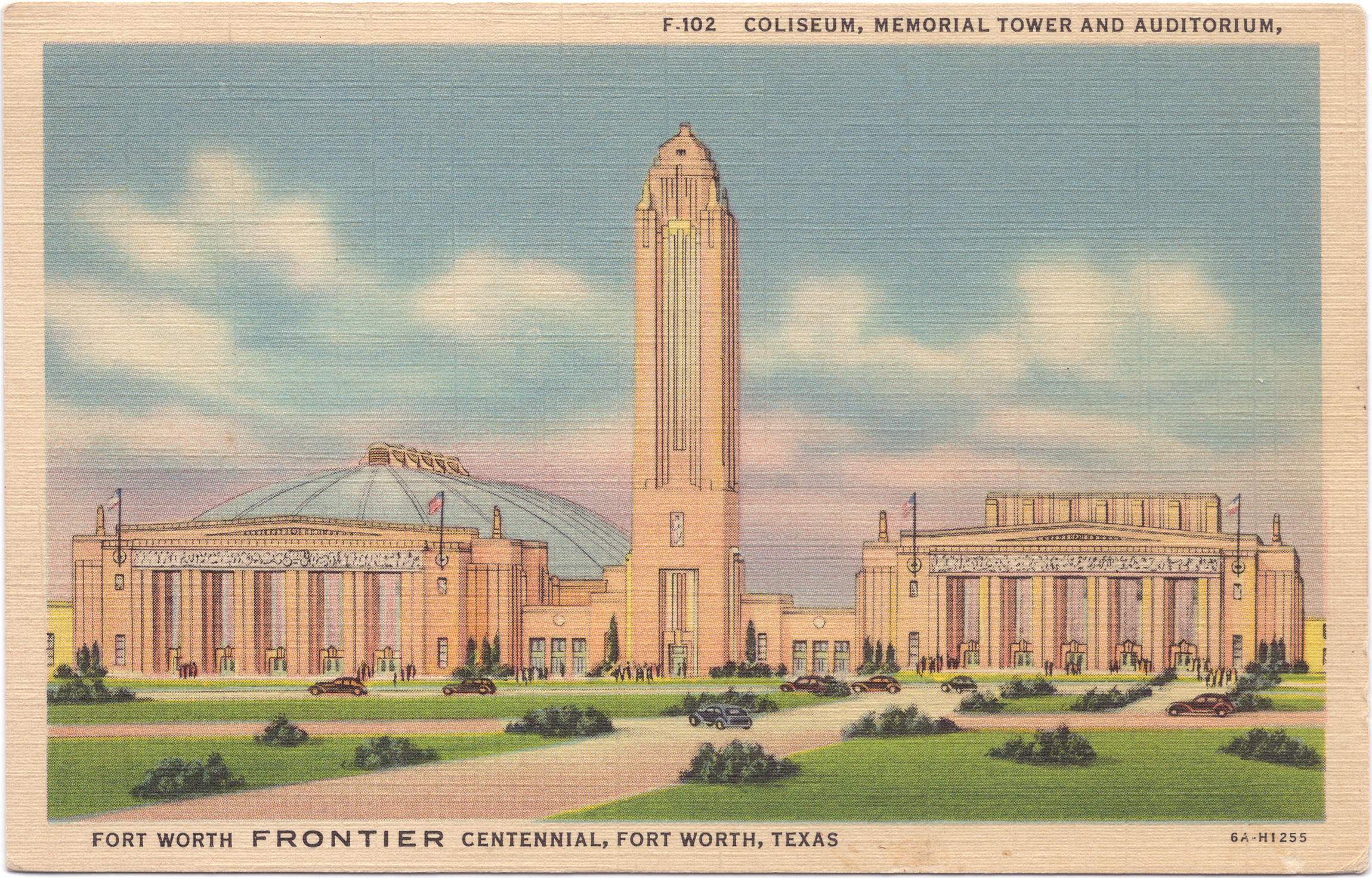
Will Rogers Coliseum, Memorial Pioneer Tower und Will Rogers Auditorium, Postkarte 1936
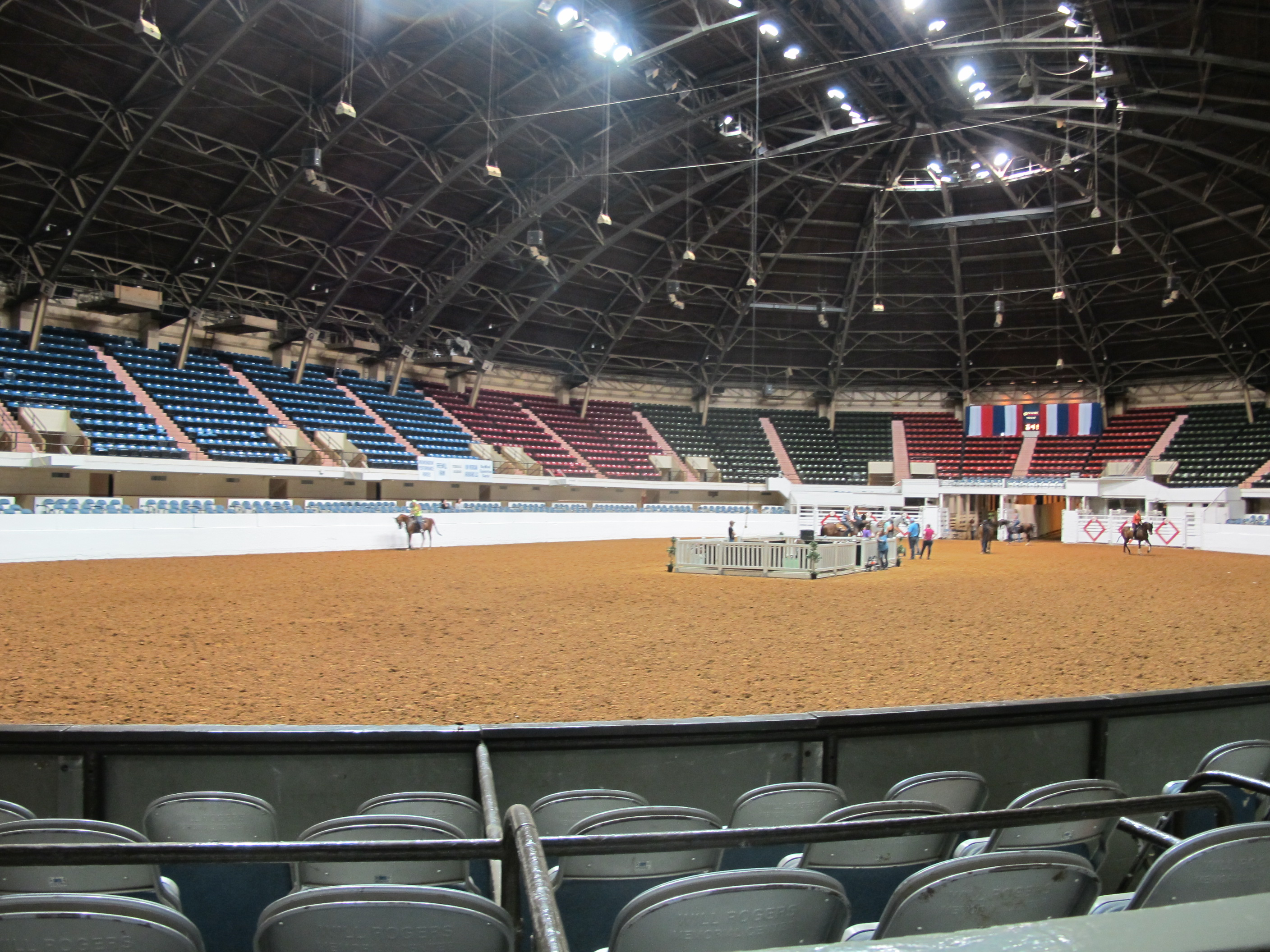
Innenansicht des Will Rogers Coliseum, 2016
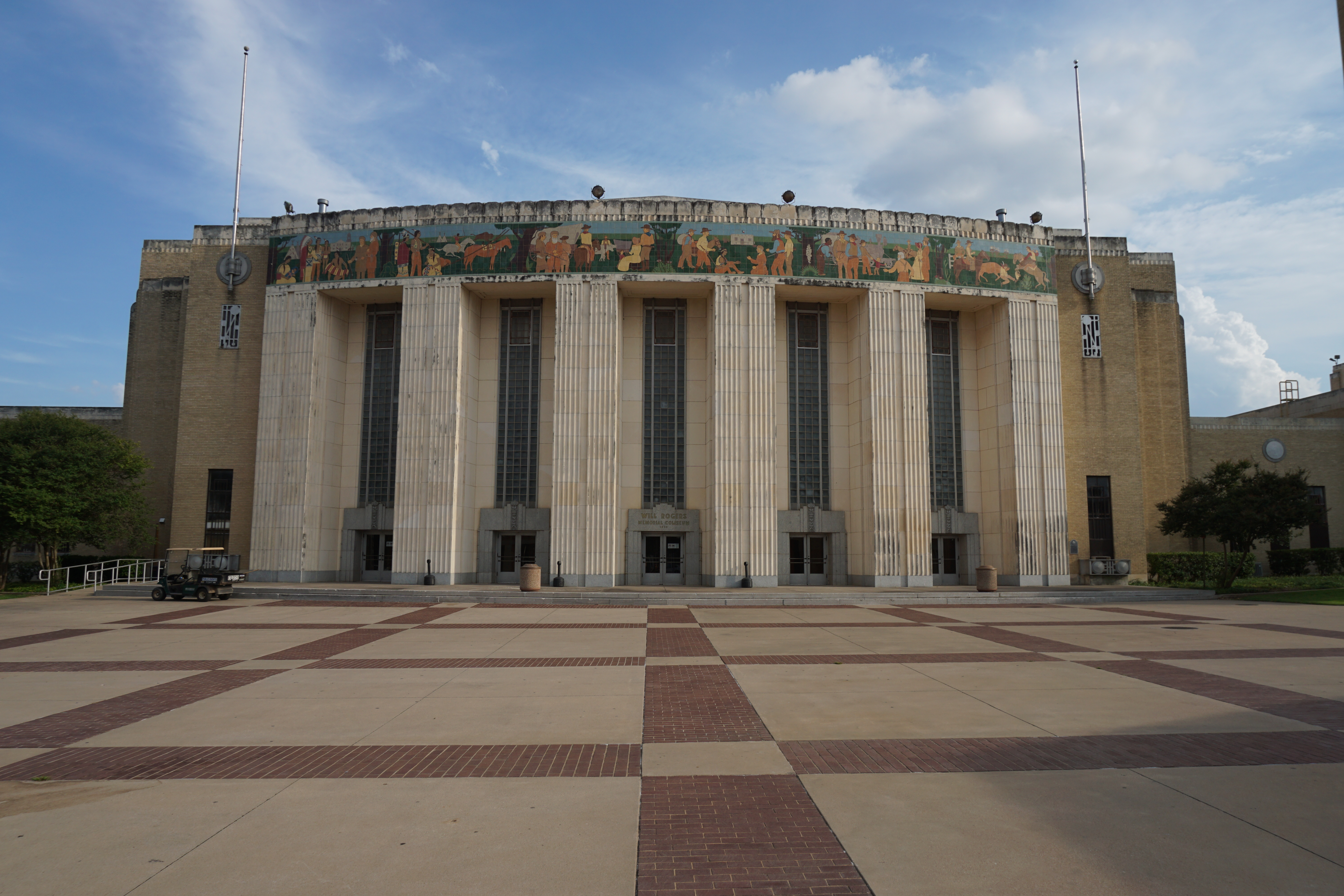
Außenansicht des Will Rogers Coliseum, 2016